# 坎波 (提契諾州)
坎波是瑞士的城鎮，位於該國南部，由提契諾州負責管轄，面積43.27平方公里，海拔高度1,321米，2011年人口45，八成人口信奉羅馬天主教，人口密度每平方公里1人。

## 外部連結
- Official website（页面存档备份，存于） （意大利文）